# توزيع آلي
التوزيع الأوركسترالي هو دراسة تأليف الموسيقى من أجل الأوركسترا (أو، بشكل أوسع، من أجل أي فرقة موسيقية، مثل فرق العرض) أو ممارسته أو تكييف الموسيقى الملحنة لوسط آخر كي تناسب الأوركسترا. يُدعى أيضًا «التوزيع الآلي»، وهو تخصيص الآلات المختلفة في عزف الأجزاء المختلفة من العمل الموسيقي (مثل الألحان والبيسلاينات وما إلى ذلك). على سبيل المثال، يمكن تكييف عمل منفرد للبيانو وتوزيه آليًا كي تؤدي الأوركسترا القطعة الموسيقية الناتجة، أو من الممكن توزيع قطعة موسيقية لفرقة عرض ما من أجل الأوركسترا السمفونية.
في الموسيقى الكلاسيكية، وزع الملحنون على مر التاريخ موسيقاهم الخاصة. لكن لم يُعتبر التوزيع الأوركسترالي فنًا إنشائيًا منفصلًا واختصاصًا بحد ذاته إلا بشكل تدريجي خلال مسيرة تاريخ الموسيقى. في الموسيقى الكلاسيكية الحديثة، يوزع الملحنون أعمالهم الخاصة بشكل دائم.
ومع ذلك، في المسرح الموسيقي والموسيقى الفلمية وغيرها من وسائل الإعلام التجارية، من المعتاد أن يُستعان بموزعي الأوركسترا ومنظميها إلى درجة ما، إذ إن قيود الوقت و/أو مستوى تدريب الملحنين قد يحيل دون توزيعهم الموسيقى بأنفسهم.
يتنوع دور موزع الأوركسترا الدقيق جدًا في موسيقى الأفلام، ويعتمد بشكل كبير على احتياجات الملحن المحدد ومجموعة مهاراته.
في المسرح الموسيقي، عادةً ما يؤلف الملحن قطعة بيانو/صوت ثم يعين موزعًا موسيقيًا أو موزع أوركسترا لصنع القطعة الآلية التي تعزفها البت أوركسترا.
في جاز البيغ باندز، يؤلف الملحن أو كاتب الأغاني اللوحة الإرشادية، التي تشمل الألحان والكورد، ثم «يجسد» واحد أو أكثر من الموزعين الموسيقيين أو موزعي الأوركسترا هذه الأفكار الموسيقية الأساسية عن طريق إنشاء أجزاء موزعة على الساكسفونات، والأبواق، والترومبون والقسم الإيقاعي (بيس وبيانو/غيتار الجاز/أورغن هاموند والدرامز).

## التوزيع الأوركسترالي كمهنة
موزع الأوركسترا هو محترف موسيقي مدرب يعمل على تحديد الآلات التي تُعزف في الأوركسترا أو يأخذ عينات موسيقية من قطعة موسيقية لملحن ما، أو هو الذي يكيف الموسيقى الملحنة لوسط آخر كي تناسب الأوركسترا. قد يعمل موزعو الأوركسترا مع الإنتاج المسرحي الموسيقي، أو شركات إنتاج الأفلام أو استوديوهات التسجيل. يدرّس بعض موزعي الأوركسترا في الكليات أو المعاهد الموسيقية أو الجامعات. يتنوع التدريب الذي يخضع له موزعو الأوركسترا. يكمل معظمهم التعليم الرسمي بعد الثانوي في الموسيقا، مثل البكالوريوس في الموسيقى (B.Mus.)، أو ماجستير في الموسيقى (M.Mus.) أو دبلوم فنان. قد يُطلب من موزعي الأوركسترا الذين يدرسون في الجامعات والكليات والمعاهد الموسيقية أن يكونوا حاصلين على درجة الماجستير أو الدكتوراه (Ph.D. أو D.M.A). من الممكن أن تتعاقد شركات الأفلام، وشركات المسرح الموسيقي وغيرها من المنظمات مع موزعي الأوركسترا استنادًا إلى خبرتهم في التوزيع الأوركسترالي لوحدها بغض النظر عن تحصيلهم الأكاديمي. في العقد الأول من القرن الواحد والعشرين، نظرًا إلى أن النسبة المئوية لأعضاء الكلية الحاصلين على الدرجات الأخيرة و/أو درجات الدكتوراه تؤثر في ترتيب المؤسسة، سبب هذا ازديادًا في أعداد مؤسسات ما بعد الثانوية التي تشترط الدرجات الأخيرة و/أو درجة الدكتوراه.

## التوزيع الأوركسترالي كتكييف موسيقي
بشكل عام، يشير التوزيع الأوركسترالي أيضًا إلى إعادة تكييف الموسيقى الموجودة مسبقًا في وسط آخر، لا سيما الأوركسترا الكاملة والمخفضة. يوجد نوعان عامان لهذا التكييف: النسخ الموسيقي، الذي يتبع القطعة الأصلية بدقة، والتوزيع الموسيقي، الذي يميل إلى تغيير جوانب هامة من القطعة الأصلية. من ناحية التكييف، يُطلق مصطلح التوزيع الأوركسترالي تحديدًا على التأليف من أجل الأوركسترا وبشكل حصري، بينما ينطبق مصطلح التوزيع الآلي على الآلات المستخدمة في بنية القطعة الموسيقية. في دراسة التوزيع الأوركسترالي – على النقيض من الممارسة – قد يشير مصطلح التوزيع الآلي أيضًا إلى إحدى الخصائص المحددة للآلات الفردية عوضًا عن فن دمج الآلات.
في الموسيقى التجارية، على وجه الخصوص المسرح الموسيقي وموسيقى الأفلام، غالبًا ما يُستخدم موزعو الأوركسترا المستقلون بسبب صعوبة إنهاء العمل في الموعد المحدد عندما يعمل الشخص نفسه على التلحين والتوزيع الأوركسترالي. في كثير من الأحيان، عندما تُكيف مسرحية موسيقية في فيلم، مثل كاميلوت أو عازف الكمان على السقف، يختلف التوزيع الموسيقي للفيلم بشكل ملحوظ عن توزيعات المسرح. ولا يختلف في حالات أخرى، مثل فيلم إيفيتا، إذ تتألف ببساطة من نسخ متوسعة عن تلك التي استُخدمت في الإنتاج المسرحي.
غالبًا ما يعمل معظم موزعي الأوركسترا من مسودة (اسكتش)، قطعة قصيرة، وهي قطعة مكتوبة على عدد محدود من المدرجات الموسيقية المستقلة. يفضل بعض موزعي الأوركسترا، على وجه التحديد أولئك الذين يؤلفون للأوبرا أو المسارح الموسيقية، بدء العمل من قطعة صوت البيانو، إذ يحتاج المغنون إلى بدء التدريب على القطعة قبل مدة طويلة من اكتمال العمل. يمثل هذا، على سبيل المثال، الوسيلة التي لحن بها جول ماسينيه. في حالات أخرى، استُخدم تعاون بسيط بين مختلف المبدعين، كما هو الحال في توزيع جوناثان تونيك الأوركسترالي لأغاني ستيفن سونديم، أو في التوزيع الأوركسترالي عبر اللوحة الإرشادية (تدوين موسيقي مبسط لأغنية تشمل الألحان وتقدم الكورد فقط). اما كحالة أخيرة، فقد يُستخدم التوزيع الموسيقي بالإضافة إلى التوزيع الأوركسترالي.

## التوزيع الأوركسترالي للأفلام
نظرًا للقيود الزمنية الهائلة التي ترافق جداول تسجيل الأفلام، يوظف معظم ملحني الأفلام موزعي الأوركسترا عوضًا عن إنهاء العمل بأنفسهم، إلا أن موزعي الأوركسترا هؤلاء يعملون تحت الإشراف الدقيق للملحن. خصص بعض ملحني الأفلام الوقت لتوزيع موسيقاهم بأنفسهم، بمن فيهم بيرنارد هيرمان (1911-1975)، وجورج ديليريي (1925-1992)، وإنيو موريكوني (1928-)، وجون ويليامز (1932-) (مخططاته التفصيلية موزعة أوركستراليًا بنسبة 99%)، وهوارد شور (1946-)، وجيمس هورنر (1953-2015) (على فيلم قلب شجاع)، وبرونو كولايس (1954-)، وراشيل بورتمان (1960-)، وفيليب رومبي (1968-) وإيبل كورزينياوسكي (1972-).
على الرغم من ظهور مئات موزعي أوركسترا الأفلام على مر السنين، شمل موزعو الأوركسترا الأبرز في النصف الأخير من القرن العشرين كلًا من جاك هايز، وهربرت دبليو. سبنسر، وإدوارد بأول (الذي عمل بشكل حصري مع ألفريد نيومان)، وآرثر مورتون، وجريج ماكريتشي وألكساندر كوريج. ضم موزعو الأوركسترا الأكثر طلبًا اليوم (والثلاثين عامًا الماضية) جيف أتماجيان، وبيت أنتوني، وبراد ديشتر (جيمس نيوتن هوارد، وكريستوفر يونغ، وثيودور شابيرو، وتيدي كاستيلوتشي، وداني إلفمان، وجون باول، وماركو بيلترامي، وجون ديبني، ومارك شايمان ومايكل جياشينو)، وكونراد بوب (جون ويليامز، وألكساندر ديسبلات، وجيري جولدسميث، وجيمس نيوتن هوارد، وآلان سيلفستري، جيمس هورنر، ومارك إيشام، وجوان باول، ومايكل كونفرنو، وداني إلفمان وهوارد شور)، وإيدي كرم (جون ويليامز وجيمس هورنر)، وبروس فولر (هانز زيمر، وكلاوس باديلت، وهاري جريجسون ويليامز، وستيف جابلونسكي، ومارك مانسينا وجون باول)، وجون أشتون توماس (جون باول، وجون ديبني، وآلان سيلفستري، وجيمس نيوتن هوارد، وهنري جاكمان، ولايل وركمان، وثيودور شابيرو، وجون أوتمان، وجون بايسانو، وأليكس هيفس وكريستوف بيك)، وروبرت إلهاي (إليوت غولدنثال، وإد شيرمور، وبريان تايلر، وكلاوس باديلت وإيلان إشكيري) وجاي أ. س. ريدفورد (جيمس هورنر وتوماس نيومان).
اعتُبر كونراد سالينجر موزع الأوركسترا الأبرز في موسيقيات «إم جي إم» في الفترة الممتدة من الأربعينيات حتى عام 1962، إذ كان مسؤولًا عن التوزيع الأوركسترالي في عدد من الأفلام المشهورة مثل لنغني تحت المطر، وأمريكي في باريس وجيجي. في الخمسينيات، أمضى ملحن الأفلام جون ويليامز الكثير من الوقت بشكل غير رسمي مع سالينجر ليتعلم عنه حرفة التوزيع الأوركسترالي. كان روبرت راسيل بينيت (جورج جيرشوين، ورودجرز وهاميرستين) من أكثر موزعي الأوركسترا إنتاجًا في أمريكا (تحديدًا في عروض البرودواي) في القرن العشرين، وقد وصل في بعض الأحيان إلى 80 صفحة يوميًا.